# Подвизи
„Подвизи” је југословенски  кратки филм из 1982. године. Режирао га је Штефан Загорјан а сценарио је написао Михајло Секулић

## Улоге
| Глумац                | Улога |
| --------------------- | ----- |
| Предраг Ејдус         |       |
| Звоне Хрибар          |       |
| Бранко Кордић         |       |
| Бранислав Милутиновић |       |
| Раде Перковић         |       |